# Бајлроде
Бајлроде (њем. Beilrode) општина је у њемачкој савезној држави Саксонија. Једно је од 36 општинских средишта округа Сјеверна Саксонија. Према процјени из 2010. у општини је живјело 2.625 становника. Посједује регионалну шифру (AGS) 14730030.

## Географски и демографски подаци
Бајлроде се налази у савезној држави Саксонија у округу Сјеверна Саксонија. Општина се налази на надморској висини од 82 метра. Површина општине износи 36,2 km². У самом мјесту је, према процјени из 2010. године, живјело 2.625 становника. Просјечна густина становништва износи 73 становника/km².